# Kanton Moyenneville
Kanton Moyenneville (fr. Canton de Moyenneville) byl francouzský kanton v departementu Somme v regionu Pikardie. Skládal se ze 14 obcí. Zrušen byl po reformě kantonů 2014.

## Obce kantonu
- Acheux-en-Vimeu
- Béhen
- Cahon
- Chépy
- Ercourt
- Feuquières-en-Vimeu
- Grébault-Mesnil
- Huchenneville
- Miannay
- Moyenneville
- Quesnoy-le-Montant
- Saint-Maxent
- Tœufles
- Tours-en-Vimeu